# Yony González
Yony Alexander González Copete (Medellín, 11 de julho de 1994) é um futebolista colombiano que atua como ponta-direita. Atualmente está no Águilas Doradas.

## Carreira

### Envigado
Yony foi revelado em 2013 pelo Envigado, mesmo clube no qual James Rodríguez fez sua estreia como profissional.

### Junior Barranquilla
Após conseguir convocações para a Seleção Sub-16, chamou a atenção do Junior Barranquilla, que o contratou em 2016. No Atlético Junior, ele foi destaque no elenco vice-campeão da Copa Sul-Americana de 2018, perdendo a final para o Athletico Paranaense. Além disso, foi campeão colombiano no mesmo ano, tendo marcado 11 gols em 54 partidas naquele ano.

### Fluminense
Em 27 de dezembro de 2018, González foi contratado pelo Fluminense, após o término do contrato com o Junior Barranquilla. Em 8 de janeiro de 2019, foi oficialmente apresentado.
Yony González fez uma boa temporada, marcando 17 gols em 62 jogos, e, no dia 11 de dezembro de 2019, despediu-se do Tricolor das Laranjeiras.

### Benfica
No dia 10 de janeiro de 2020, o colombiano foi contratado pelo Benfica, cujo contrato iria até 2024.

### Corinthians
Em fevereiro, foi emprestado ao Corinthians, em um contrato de empréstimo até julho e com obrigação de compra após o fim do vínculo. Entretanto, após quatro jogos e nenhum gol, ele foi devolvido ao Benfica.

### Los Angeles Galaxy
Em 19 de agosto de 2020, González foi emprestado ao Los Angeles Galaxy até o fim do ano.

### Ceará
Em 23 de fevereiro de 2021, González voltou ao Brasil para atuar pelo empréstimo Ceará. Com o fim do vínculo em dezembro, o colombiano não teve o seu contrato renovado. No total pelo Vozão, González atuou em 19 partidas e marcou apenas dois gols.

### Deportivo Cali
No dia 6 de fevereiro de 2022, Yony González foi emprestado para o Deportivo Cali, que disputava o Campeonato Colombiano, até o final de 2022.

### Portimonense
Após rescindir o contrato com o Benfica, o colombiano foi contratado pelo Portimonense até o final de 2023, com uma possível renovação para mais um ano. Yony deixou aos quadros do Portimonense, onde na última temporada participou de 16 jogos.

### Retorno ao Fluminense
Em 6 de julho de 2023, foi anunciado o retorno de González ao Fluminense, com o atacante assinando contrato até o final de 2024.

### Atlético Goianiense
Após 8 meses no Fluminense e sem espaço devido a novas contratações, o jogador assinou até o fim de 2024 com o Atlético Goianiense.

### Paysandu
Em Agosto de 2024 foi devolvido pelo Atlético Goianiense ao Fluminense que o emprestou até o fim de 2024 ao Paysandu.

## Títulos
Junior Barranquilla
- Copa Colômbia: 2017
- Campeonato Colombiano: 2018 (Finalización)

Fluminense
- Copa Libertadores da América: 2023

Atlético Goianiense
- Campeonato Goiano: 2024

### Outras conquistas
Junior Barranquilla
- Copa Saturno: 2017
- Copa Bolívar: 2018